# 三角叶盾蕨
三角叶盾蕨（学名：Neolepisorus ovatus f. deltoideus）也称深裂盾蕨、畸裂盾蕨、过江龙、三角盾蕨、三角叶、羽裂盾蕨，为水龙骨科盾蕨属盾蕨下的一个变型。
其种加词“ovatus”意为“卵形的”，变形加词“deltoideus”意为“三角叶的”。